# Telmessos
Ne doit pas être confondu avec Termessos.
Telmessos, Telmessus ou Telmesse (actuelle Fethiye) (en grec : Τελμησσός ; en latin Telmessus) est une cité antique située en Lycie à la frontière de la Carie. La cité porte ce nom en l'honneur d'un fils d'Apollon.

## Historique
Cité portuaire, Telmessos est conquise avec le reste de la Lycie par les Perses au VIe siècle av. J.-C. et placée sous la domination du satrape de Carie. Elle devient membre au Ve siècle av. J.-C. de la Ligue de Délos sous le giron d'Athènes puis obtient son indépendance. Au IVe siècle av. J.-C., elle passe sous la souveraineté du lycien Périclès de Limyra.
En 334 av. J.-C., la ville se soumet pacifiquement à Alexandre le Grand, cependant que le roi lycien Antipatridès se révolte contre le satrape Néarque qui parvient à reprendre la cité. Après la mort d’Alexandre, la cité appartient un temps au royaume asiatique d'Antigone le Borgne puis, après 301, elle passe sous la domination des Lagides qui contrôlent tout le littoral lycien et carien. Elle est accordée par Ptolémée Ier à son petit-fils Ptolémée de Telmessos.
La cité soutient par la suite le séleucide Antiochos III dans sa guerre contre Rome et Pergame. En 188 av. J.-C., à l'issue de la Paix d'Apamée, Telmessos est offerte par les Romains au roi de Pergame, Eumène II. La cité, considérée comme l'une des plus florissantes de la nouvelle Confédération lycienne, reste sous la tutelle des Attalides jusqu’à la mort d'Attale III en 133. À cette date, elle est léguée, comme le reste du royaume pergamien, aux Romains qui l'incluent dans la province d'Asie.
La cité reste dynamique durant la période byzantine, mais à partir du VIe siècle, elle commence à perdre de son importance, ruinée par les premières incursions arabes. Au VIIIe siècle, la cité est appelée Anastasiopolis en l'honneur de l’empereur byzantin Anastase II.

## Site archéologique
Le site de Telmessos est célèbre pour ses tombeaux lyciens creusés dans la falaise.

Tombeaux lyciens de Telmessos
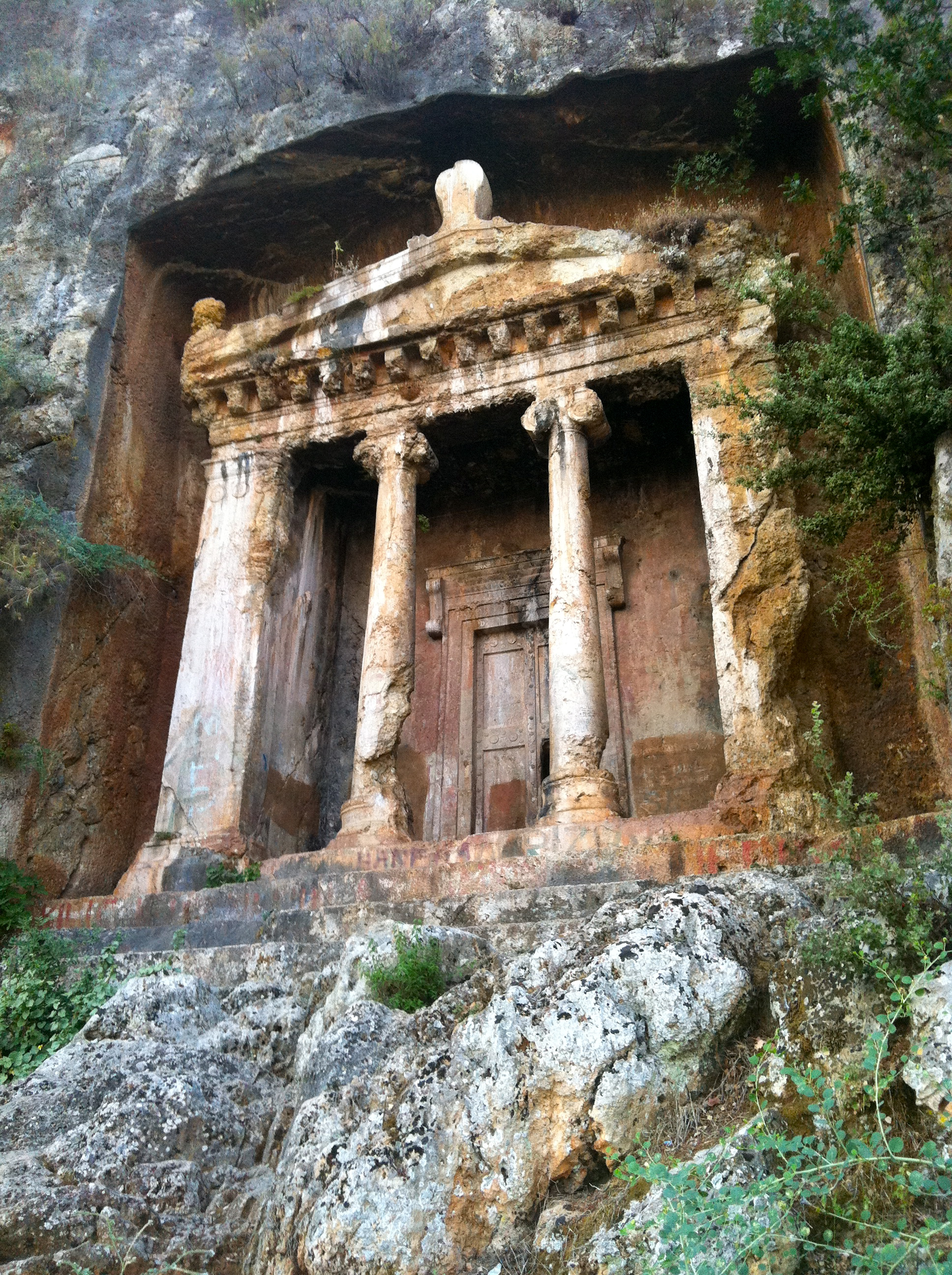
Tombe d'Amyntas
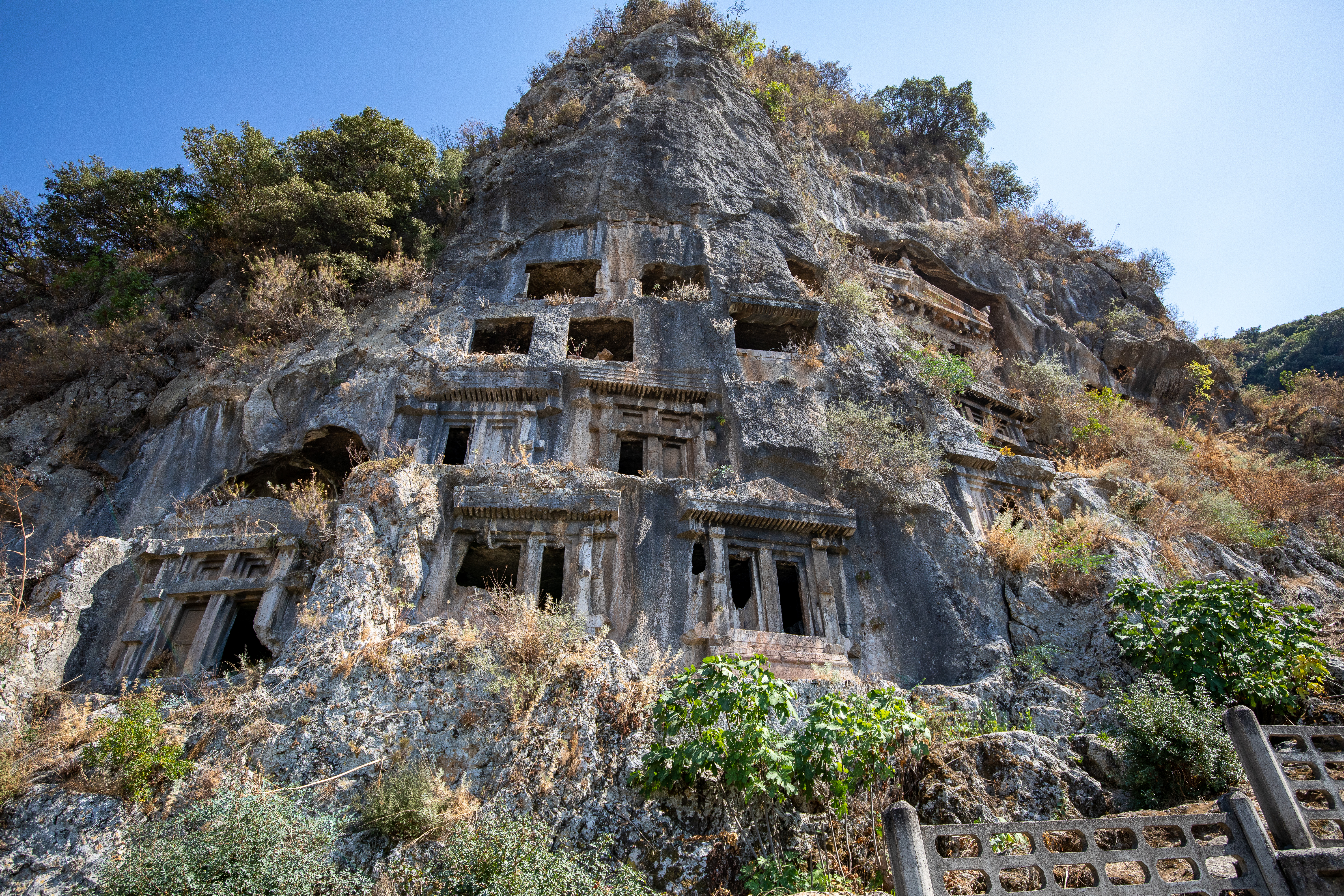
Tombes d'environ 400 av. J.-C., imitant l'architecture de bois de la Lycie.
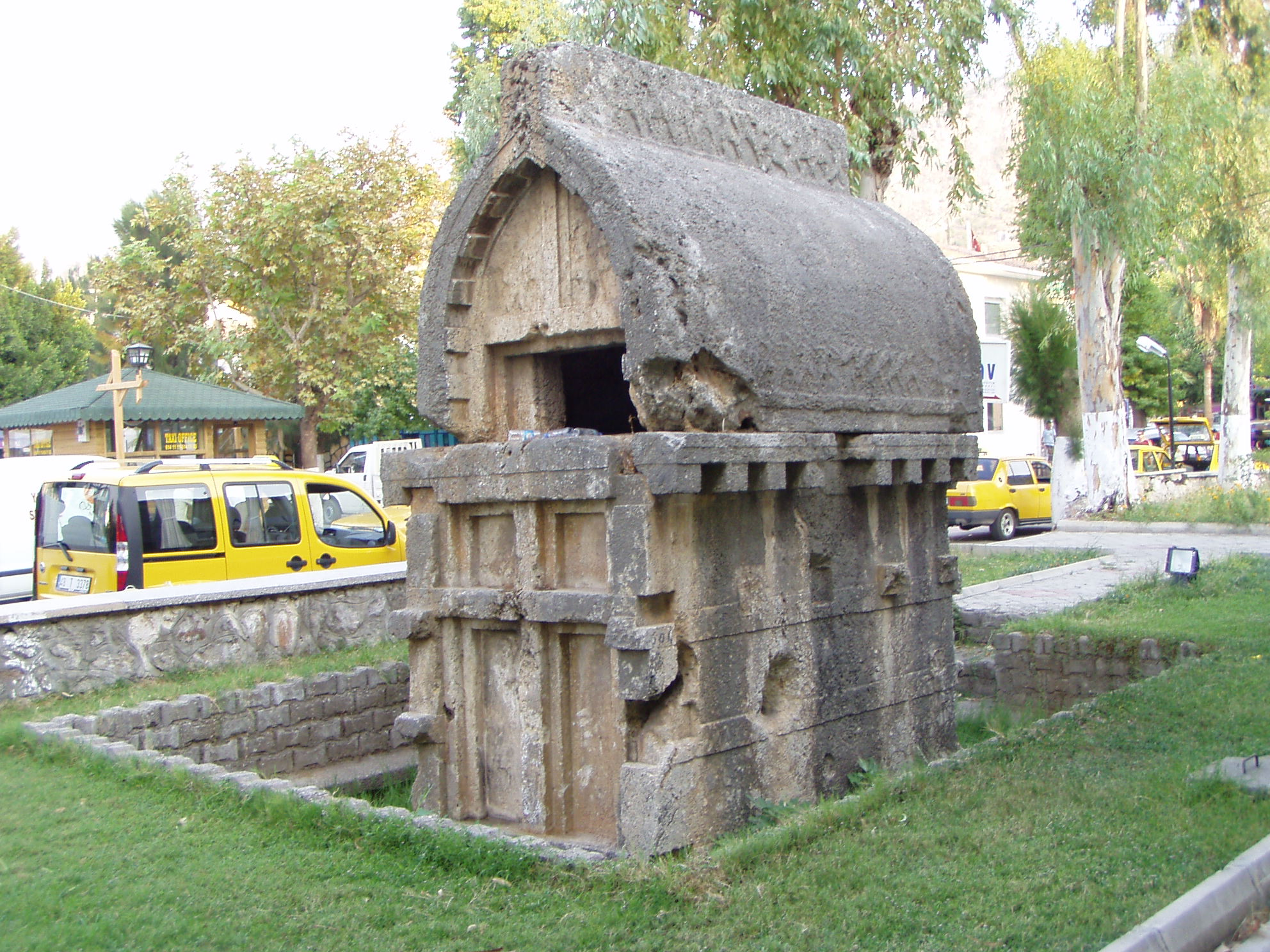
Tombe ogivale lycienne, IVe siècle av. J.-C.

### Tombe d'Amyntas
La tombe d'Amyntas (grec ancien : Ἀμύντας / Amyntas), près de l'ancienne agora, date du IVe siècle av. J.-C. Elle est nommée d'après une inscription grecque sur le côté, qui se lit « Amyntou Ermagiou Tou », signifiant « Amyntas, fils d’Hermagios ». Sa façade imite celle d'un temple ionique,.

### Théâtre hellénistique

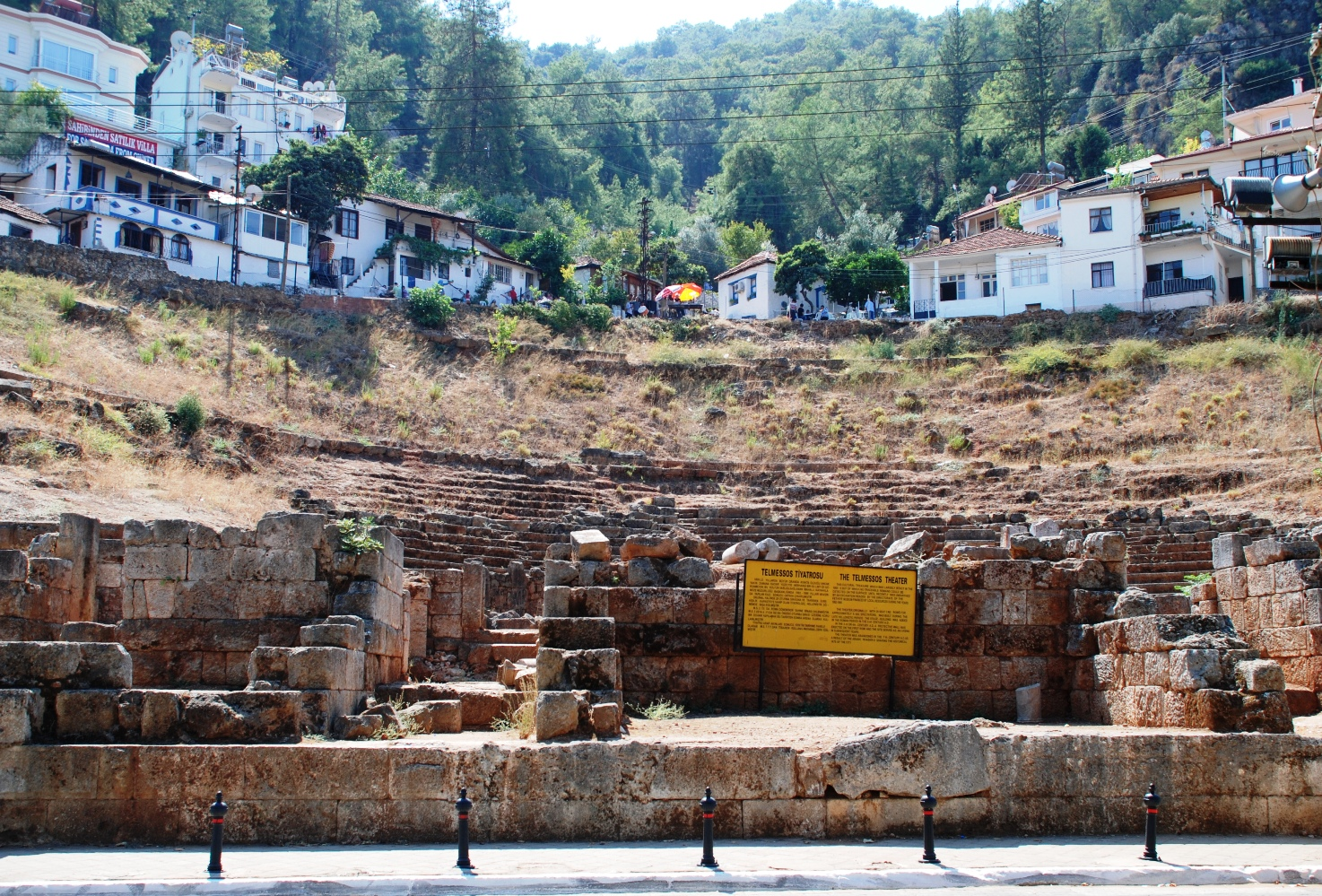
Théâtre de Telmessos

Des fouilles récentes (1992) ont révélé un théâtre de la fin de l'époque hellénistique. Il a été restauré par les Romains, puis transformé pour les jeux de l'amphithéâtre entre le IIIe et le IVe siècle et finalement, abandonné au VIIe siècle à la suite des incursions arabes.